# Bythiospeum alpinum
Bythiospeum alpinum é uma espécie de gastrópode  da família Hydrobiidae.
É endémica de Suíça.